# Epänetus
Epänetus (altgriechisch Ἐπαίνετος; auch Epainetos; bl. 52–55 n. Chr.)  ist ein im Neuen Testament erwähnter Christ. Paulus bezeichnet ihn im Römerbrief als „Erstling aus der Asia“ (Röm 16,5 ).

## Epänetus der Epheser
Aus der einen Erwähnung des Epänetus innerhalb der Grußliste des Römerbriefs werden von Exegeten Informationen über die paulinische Mission entnommen. Dass er gleich nach dem Missionarsehepaar Priska und Aquila genannt wird, bedeutet vielleicht, dass er in Ephesus zur Hausgemeinde der beiden gehörte. Nicht für alle in der Grußliste genannten Personen kann vorausgesetzt werden, dass es sich um persönliche Bekannte des Apostels handelt, bei Epänetus ist dies aber wegen der individuellen Kennzeichnung sehr wahrscheinlich. Das bedeutet nicht, dass Paulus den Epänetus selbst bekehrt hat. Paulus hat sich rund drei Jahre in Ephesus aufgehalten (Apg 20,31 ). Oft nimmt man an, die Stadt sei ein Stützpunkt seiner Mission gewesen. Aber nur wenige Namen von Christen aus Ephesus sind bekannt: neben den drei Genannten noch Trophimos und Tychikos. Sie alle befinden sich später außerhalb von Ephesus.
Dass die Grußliste Römer 16 ephesinisches Kolorit hat, ist auffällig. Man hat vermutet, dass sie eigentlich an Adressaten in Ephesus gerichtet sei (als selbständiges Empfehlungsschreiben für Phoibe oder als Extrakapitel in einer für Ephesus bestimmten Version des Römerbriefs). Aber diese Vorschläge haben sich nicht allgemein durchgesetzt. Die auffällige Nennung von Leuten aus der Asia kann auch anders erklärt werden: Paulus spricht die Christen aus der Provinz Asia, die er in Rom weiß, gezielt an, weil er mit ihrer Hilfe „Brückenköpfe“ in dem für ihn unbekannten Terrain der Metropole bilden möchte. Epänetus hielt sich bei Abfassung des Römerbriefs also wahrscheinlich in Rom auf. Für Dietrich-Alex Koch zeigt die Grußliste von Röm 16, dass die Christengemeinde in Rom nicht durch einen Gründungsmissionar entstand, sondern durch Zuzug von Christen aus dem Osten – Menschen wie Epänetus.

## Epänetus der „Erstling“
„Erstling“ zu sein, war eine besondere Auszeichnung. Stephanas und seine Hausgemeinde werden von Paulus als „Erstlinge“ der Provinz Achaia bezeichnet (1 Kor 16,15 ), und Paulus hatte diese Gruppe selbst getauft (1 Kor 1,16 ). Der Begriff „Erstling“ stammt eigentlich aus dem Opferkult des Jerusalemer Tempels.  Mit dem „Erstling“ wurde die jeweilige Provinz von Paulus auf Christus hin ausgerichtet; es geht weniger darum, ob Epänetus bzw. die Stephanasgruppe als erste die Taufe empfingen (was nicht sicher ist), sondern darum, dass sie nach Meinung des Paulus eine Führungsposition in Achaia bzw. der Asia hatten. Damit spricht Paulus dem Epänetus eine bleibende übergemeindliche Bedeutung für die Christen in der Provinz Asia zu.

## Legende
Das Chronicon Paschale (7. Jahrhundert) war nach Theodor Schermann nur ein „erster notgedrungener Versuch, aus den in den Apostelbriefen und der Apostelgeschichte genannten Persönlichkeiten einen Katalog der 70 Jünger zusammenzustellen“. Durch „Ausbeutung“ der Grußliste im 16. Kapitel des Römerbriefs habe der Kompilator seine Namensliste aufgefüllt; Epänetus erschien in diesem Verzeichnis an 7. Stelle. In einem zweiten Schritt wurden die Personen Bischofssitzen zugeordnet. Epaenetus wird als Bischof von Cartagena bezeichnet (so Pseudo-Epiphanius, Pseudo-Dorotheos, Pseudo-Hippolyt, das griechische Synaxarion C Politan., sowie Abū-l-Barakāts Werk „Lampe der Finsternis“), Petrus soll ihn nach den Acta SS Junii in Sirmium, angeblich einem Ort in Spanien, oder aber in Pannonien zum Bischof geweiht haben.